# Eubranchus rubropunctatus
Eubranchus rubropunctatus is een slakkensoort uit de familie van de Eubranchidae. De wetenschappelijke naam van de soort is voor het eerst geldig gepubliceerd in 1969 door Edmunds.